# 南中里
南中里（みなみなかさと）は、宮城県石巻市の町丁であり、旧石巻市石巻の一部に相当する。郵便番号は986-0814。住民基本台帳に基づく人口は1,196人、世帯数は656世帯（2025年4月30日現在）。南中里一丁目から南中里四丁目を擁し、全域で住居表示が実施されている。

## 地理
石巻市の西南部、本庁地域の中央部に位置し、東部で東中里と、西部で清水町と、北部で中里と、南部で駅前北通りと接する。

## 沿革
- 1982年（昭和57年）9月1日 - 南中里で住居表示実施[8]。
- 2010年（平成22年）1月17日 - イトーヨーカドー南中里店が閉店[9]
- 2011年（平成23年）
  - 3月11日 - 東北地方太平洋沖地震発生。
  - 11月11日 - ヨークベニマル南中里店が開店[9]。

### 町名の変遷
住居表示実施に伴い、以下の通り住所変更が実施された。
| 変更後       | 変更前                       | 変更前                       | 変更日                   |
| 町丁         | 町・字（特記なければ各一部） | 町・字（特記なければ各一部） | 変更日                   |
| 町丁         | 大字                         | 小字                         | 変更日                   |
| ------------ | ---------------------------- | ---------------------------- | ------------------------ |
| 南中里一丁目 | 石巻                         | 字新中里                     | 1982年（昭和57年）9月1日 |
| 南中里一丁目 | 石巻                         | 字中里                       | 1982年（昭和57年）9月1日 |
| 南中里二丁目 | 石巻                         | 字新中里                     | 1982年（昭和57年）9月1日 |
| 南中里二丁目 | 南中里一丁目                 |                              | 1982年（昭和57年）9月1日 |
| 南中里三丁目 | なし                         | 字新中里                     | 1982年（昭和57年）9月1日 |
| 南中里三丁目 | 南中里一丁目                 |                              | 1982年（昭和57年）9月1日 |
| 南中里三丁目 | 南中里二丁目                 |                              | 1982年（昭和57年）9月1日 |
| 南中里四丁目 | なし                         | 字新西中里                   | 1982年（昭和57年）9月1日 |
| 南中里四丁目 | 南中里二丁目                 |                              | 1982年（昭和57年）9月1日 |

## 施設
- ファミリーマート南中里店（南中里一丁目1-32）[10]
- ヨークベニマル石巻中里店（南中里二丁目9-13）[11]
- 宮城県合同庁舎石巻県職員寮（南中里三丁目9-34）[12]
- シャトレーゼ石巻中里店（南中里三丁目15-2）[13]
- 石巻警察署中里交番（南中里三丁目15-31）[14]

## 交通

### 鉄道
域内に鉄道駅は所在しないが、西端を東日本旅客鉄道石巻線が通過しており、鋳銭場に所在する東日本旅客鉄道石巻駅が最寄駅として挙げられる。

### 道路
- 牧山道路

## 人口
2025年（令和7年）4月30日現在の世帯数と人口は以下の通りである。
| 町丁         | 世帯    | 人口    |
| ------------ | ------- | ------- |
| 南中里一丁目 | 231世帯 | 426人   |
| 南中里二丁目 | 96世帯  | 173人   |
| 南中里三丁目 | 231世帯 | 406人   |
| 南中里四丁目 | 98世帯  | 191人   |
| 計           | 656世帯 | 1,196人 |

## 小・中学校の学区
小・中学校の学区は以下の通りである。
| 町丁         | 小学校             | 中学校             |
| ------------ | ------------------ | ------------------ |
| 南中里一丁目 | 石巻市立住吉小学校 | 石巻市立住吉中学校 |
| 南中里二丁目 | 石巻市立中里小学校 | 石巻市立山下中学校 |
| 南中里三丁目 | 石巻市立中里小学校 | 石巻市立山下中学校 |
| 南中里四丁目 | 石巻市立中里小学校 | 石巻市立山下中学校 |

## 行政区
石巻市例規「石巻市行政委員規則」（2024年1月26日改正）によれば、南中里の行政区は以下の通りである。
| 行政区           | 町丁         | 番地                                                |
| ---------------- | ------------ | --------------------------------------------------- |
| 南中里一、二丁目 | 南中里一丁目 | 1番から10番                                         |
| 南中里一、二丁目 | 南中里二丁目 | 1番、2番の一部、5番の一部、7番、9番の一部           |
| 南中里三丁目     | 南中里二丁目 | 2番の一部、3番、4番、5番の一部、6番、8番、9番の一部 |
| 南中里三丁目     | 南中里三丁目 | 1番、2番、6番、7番、9番、11番から16番               |
| 南中里四丁目     | 南中里三丁目 | 3番から5番、8番、10番                               |
| 南中里四丁目     | 南中里四丁目 | 1番から8番                                          |

## 東日本大震災
2012年（平成24年）11月末時点での域内の世代・男女別の犠牲者・死亡率は以下の通りである。なお、当時の人口とは2010年実施の国勢調査による人口を指す。
| 世代と性別 | 犠牲者 | 死亡率 | 当時の人口 |
| ---------- | ------ | ------ | ---------- |
| 男性       | 2      | 0.27%  | 734        |
| 女性       | 3      | 0.42%  | 706        |
| 15歳未満   | 0      | 0.00%  | 198        |
| 15-64歳    | 3      | 0.30%  | 985        |
| 65歳以上   | 2      | 0.81%  | 246        |
| 合計       | 5      | 0.35%  | 1,440      |